# Pietro Angeletti

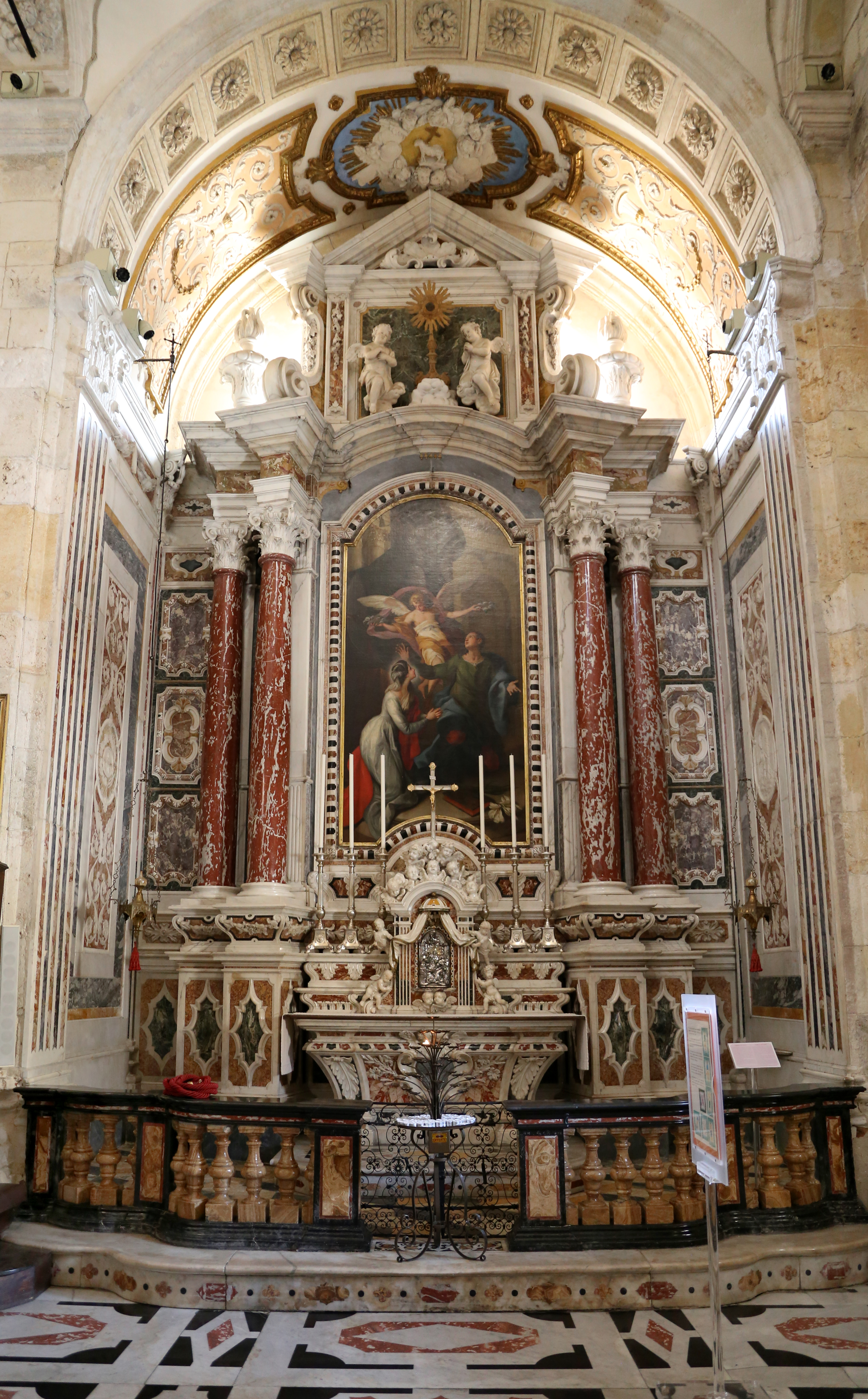
Pietro Angeletti, Nozze mistiche di Santa Cecilia e di San Valeriano (Cagliari)

Pietro Angeletti (Roma, XVIII secolo – XVIII secolo) è stato un pittore italiano.

## Biografia
Pittore romano, attivo nella seconda metà del '700 e membro dell'Accademia di San Luca. Di lui si conosce poco. Si ispirò ad Anton Raphael Mengs.
A Palazzo Borghese affrescò la Riconciliazione di Venere e Minerva. Sul soffitto di una sala di Villa Borghese dipinse ad olio Apollo e Dafne, nel 1780, come risulta in un documento conservato nell'Archivio Borghese, presso l'Archivio Segreto Vaticano, in cui si dichiara che Angeletti ricevette 350 scudi come compenso. Il dipinto deriva chiaramente dall'opera del Bernini, presente nella stessa sala. Il bozzetto su tela del dipinto è stato acquistato nel 1957, per la Galleria Nazionale di Arte Antica di Roma.
Angeletti dipinse due ovali, con scene della vita di santa Caterina da Siena: si trovano nell'omonima chiesa, a Roma, in via Giulia e rappresentano Santa Caterina in preghiera e Santa Caterina rifiuta la corona d'oro. Nella cattedrale di Cagliari è esposto un suo dipinto che rappresenta le Nozze mistiche di santa Cecilia e di san Valeriano. Nella chiesa di San Pietro Apostolo, a Solarussa (Oristano), ci sono due tele di Angeletti che raffigurano San Pietro liberato da un angelo dal Carcere Mamertino e La colomba che ispira an Gregorio Magno. Nella chiesa di Sant'Eulalia, a Cagliari, c'è una pala d'altare con l'immagine della santa. Nella cattedrale dei Santi Pietro e Paolo di Ales c'è una pala d'altare della Madonna del Carmelo. Altri dipinti di Angeletti, come Alessandro Borgia vescovo di Fermo, San Giuseppe da Copertino e la Vegine che ricama sono noti per le incisioni che ne sono state tratte.